# Anapis caluga
Anapis caluga är en spindelart som beskrevs av Norman I. Platnick och Mohammad U. Shadab 1978. Anapis caluga ingår i släktet Anapis och familjen Anapidae.
Artens utbredningsområde är Peru. Inga underarter finns listade i Catalogue of Life.